# Ли, Джон Алан
Джон Алан Ли (англ. John Alan Lee; 24 августа 1933, Максвилл, штат Онтарио, Канада — 5 декабря 2013, Торонто, Канада) — канадский социолог, публицист и общественный деятель, известный, прежде всего, предложенной им классификацией видов любви.

## Биография
Сын матери-наркоманки, вырос в Торонто в семье приёмных родителей, которые его так и не усыновили. В 1956 году получил бакалавра социологии, окончив отделение социологии Торонтского университета и в 1971 году доктора философии в Суссекском университете. Со студенческих лет был левым активистом в составе Рабочего съезда Канады, затем в составе Канадского студенческого христианского движения, в котором были сильны социалистические тенденции. В 1956 году в составе международной делегации молодых социалистов и коммунистов посетил Китайскую Народную Республику. В дальнейшем преподавал различные социологические дисциплины в колледже Скарборо Торонтского университета (постоянный контракт с 1973 г.), продолжая активно участвовать в общественной жизни; в 1983 г. был удостоен колледжем почётного диплома имени Кэмпбелла, присуждаемого за наибольший вклад в неакадемическую активность. Как активист профсоюзного движения опубликовал начиная с 1963 г. ряд научно-публицистических работ, в том числе «Социальные эффекты сменной работы» (англ. Social effects of shift work; 1963) и «Социальные эффекты автоматизации» (англ. Social effects of automation; 1964) — обе под эгидой Канадского профсоюза государственных служащих, «КККП против народа: внутри канадской системы охраны порядка» (англ. RCMP vs. the people: inside Canada's security service; 1979, совместно с Эдуардом Манном) и т. д.
Наибольший резонанс вызвали исследования Джона Алана Ли о различных социально-психологических характеристиках любви, опубликованные им в ряде научных журналов и вышедшие впервые отдельным изданием в 1973 году под названием «Цвета любви: Исследование способов любить» (англ. Colours of love: an exploration of the ways of loving); книга многократно переиздавалась с дополнениями и уточнениями, а в 1998 г. её конспективное изложение вошло в сборник статей «Психология любви» (англ. The Psychology of Love; под редакцией Роберта Стернберга и Майкла Барнса), выпущенный Йельским университетом. Следуя за многовековой (идущей от Платона и Аристотеля) традицией разделения любви на роды и виды, Ли выделяет три основных её разновидности: эрос как страстное влечение к идеализированному объекту, сторге как ровное глубокое чувство, базирующееся на дружбе и ощущениях общности и сходства, и людус как гедонистическую игру с элементами состязания и спорта. Расположив эти три разновидности в основе своеобразного круга, подобного цветовому кругу (эросу условно сопоставлен красный цвет, сторге — жёлтый, людусу — синий), Ли получает при наложении двух основных разновидностей друг на друга вторичные разновидности: эрос и людус дают любовь-манию, навязчивую и нестабильную (фиолетовый цвет), людус и сторге дают любовь-прагму, рациональную и реалистичную (зелёный цвет), эрос и сторге дают любовь-агапе, бескорыстную и самозабвенную. Эти построения Ли были подкреплены им путём социологического опроса (в первоначальной работе — 120 белых мужчин и женщин англоканадского происхождения).
Концепция Ли вызвала интерес массовых СМИ и подверглась разнообразным экспериментальным проверкам, в которые наибольший вклад внесли Клайд и Сьюзен Хендрик, исследовавшие тему с начала 1980-х гг. и разработавшие в итоге стандартизованный опросник под названием «Шкала любовных отношений» (англ. Love Attitudes Scale). Как полагают профессор социологии Мэри Энн Ламанна и писательница Агнес Ридманн, соавторы многократно переизданной в США книги «Браки и семьи», «эта типология любовных стилей выдержала проверку временем: доказано, что она является более чем гипотезой».
В дальнейшем научные и публицистические интересы Ли сместились, вслед за личными, в область гомосексуальности. Он опубликовал ряд статей в «Journal of Homosexuality», а в 1990 г. выступил редактором-составителем специального тематического выпуска «Средний возраст и зрелость у геев» (англ. Gay Midlife and Maturity), годом позже выпущенного книжным изданием (New York: Haworth, 1991). Джону Ли принадлежит ряд статей в «Энциклопедии гомосексуальности» (1990). Утверждается[кем?] также, что Джон Алан Ли в 1974 году стал первым канадским публичным деятелем, совершившим каминг-аут (в ходе телевизионного шоу по случаю Дня святого Валентина).